# Hyles florilega
Hyles florilega är en fjärilsart som beskrevs av Kernbach 1962. Hyles florilega ingår i släktet Hyles och familjen svärmare. Inga underarter finns listade i Catalogue of Life.